# Heterostemon ingifolius
Heterostemon ingifolius är en ärtväxtart som beskrevs av Noel Yvri Sandwith. Heterostemon ingifolius ingår i släktet Heterostemon och familjen ärtväxter. Inga underarter finns listade i Catalogue of Life.